# Ходжаш, Самуил Моисеевич
Самуи́л Моисе́евич Ходжа́ш (3 [15] августа 1881, Кременчуг, Полтавская губерния — 26 марта 1942, Евпатория, Крымская АССР) — русско-караимский и советский юрист, адвокат, общественный деятель Евпатории.

## Биография
Родился в Кременчуге 3 (15) августа 1881 года в караимской семье евпаторийских мещанин Моисея Эльчафановича и Гулеф Исааковны Ходжашей, откуда в 1885 году переехал с родными в Евпаторию.
Начальное караимское образование получил в евпаторийском мидраше у шамаша Авраама Рофе. Общее образование получил в местной прогимназии и одесской 2-й гимназии, сдав экзамены на аттестат зрелости в 1900 году и высшее образование — на юридическом факультете Новороссийского университета (Одесса). Университет окончил в 1904 году с дипломом 1-й степени, представив при этом зачётную работу на тему: «Царь и Патриарх, или Церковь и Государство в царский период». Перед тем как написать это сочинение, с 1904 года до конца 1905 года пробыл за границей: в Австрии, Италии и Швейцарии, где изучал историю искусств и вопросы о взаимоотношениях церкви и государства.
Дочь Самуила Моисеевича, Адриана-Светлана-Гулеф — советский и российский ученый-египтолог, археолог, долгие годы возглавляла Отдел Востока ГМИИ имени А. С. Пушкина в Москве.

## Общественная деятельность
В 1905 году поселился в Одессе и был зачислен в помощники присяжного поверенного. В Одессе Ходжаш был одним из организаторов и активных участников основанного в 1905—1906 годах «Научно-педагогического кружка», по поручению которого читал лекции и рефераты по государственнику праву в Одесских народных аудиториях. В 1905 году был послан основавшимся в Одессе Общественным Комитетом в качестве одного из членов комиссии в ряд городов Бессарабии для исследования причин, вызвавших в них погромы.
В 1908 году переселился в Симферополь, где продолжил заниматься юридической практикой. В Симферополе основал «Общество любителей искусства», в котором состоял около 4-х лет председателем Правления и читал рефераты по вопросам искусства и литературы. В 1911 году был утверждён в звании присяжного поверенного. В симферопольской прессе был известен благодаря ряду своих статей по вопросам искусства.
В 1922 году переехал в Евпаторию. Состоял юрисконсультом в Госкурорте до оккупации Крыма немецкими войсками, занимаясь вместе с тем и юридической практикой, пользовался в городе популярностью и всеобщим уважением. По всеобщему признанию, был знающим и добросовестным защитником, просвещённым, честным и благородным человеком.
В 1925 году стал действительным членом новоорганизованного Евпаторийского отделения РОПИК.
Принимал активное участие в жизни евпаторийской караимской общины. Так, во время немецкой оккупации Крыма, когда над караимами нависла опасность быть истреблёнными, будучи причисленными к еврейской нации, разыскал в центральном архиве в Симферополе и доставил в Евпаторию для представления местному немецкому командованию документы о том, что караимы являются не евреями, а особым самостоятельным тюркским этносом.
Во время немецкой оккупации Крыма ему было предложено, как популярному в городе интеллигентному общественному деятелю, занять должность евпаторийского мэра. За отказ сотрудничать он был расстрелян оккупационными властями 26 марта 1942 года вместе с тёщей Марией Соломоновной и свояченицей Лидией Эльнатановной Ходжаш.